# The Mad Miner
The Mad Miner è un cortometraggio muto del 1909 diretto da Francis Boggs e interpretato da Fred Church.

## Trama
Gli Hart sono una giovane coppia che, insieme a un amico, sono partiti un giorno all'avventura alla ricerca dell'oro. Stanno scavando sul lato di una montagna e tutto, all'inizio, sembra andare bene. Ma la vita dei cercatori è dura e la giovane Ethel cade malata. I due uomini, allora, si mettono alla ricerca di una capanna dove potersi rifugiare per curarla. Ne trovano una in mezzo ai boschi che potrebbe proteggerli dai venti e dalle intemperie. Ma la capanna è abitata: un essere umano inselvatichito appare sulla soglia e, con il fucile in mano, minaccia i nuovi venuti urlando loro contro, rei di avere osato attraversare la sua terra. È il vecchio Hager, il minatore pazzo di Arrow Gulch. Riconoscendo nei suoi occhi la follia, James, il marito, capisce che ogni dialogo con lui è inutile e decide di proseguire. Però, ben presto, Ethel - ormai senza forze - cade a terra. I tre si accampano alla meno peggio ma sono messi in allarme da un grido inumano che proviene dalle parti della capanna di Hager, non molto lontana da lì. Il vecchio è stato assalito da tre sbandati che vogliono impadronirsi del suo oro. Afferrando i fucili, James e il compagno si affrettano nella direzione da cui provengono le grida. I ladri stanno tentando di mettere le mani su una sacca piena di polvere d'oro che Hager, pur se gravemente ferito, cerca di difendere con le unghie e con i denti. L'intervento dei cercatori salva il vecchio: ferito uno dei tre assalitori, gli altri due vengono catturati e disarmati. La ferita di Hager è però molto grave. Ormai in punto di morte, il vecchio recupera qualche sprazzo di lucidità e prega i suoi salvatori di portarlo nella capanna che lui ha costruito con le sue mani, dove vuole poter morire in pace. Lì, Hager, prima di spirare, scrive un testamento nel quale lascia tutti i suoi averi, anche la sua vena d'oro, a James, il suo benefattore. I tre ladri, intanto, per vendicarsi dei due cercatori, si recano dallo sceriffo di Arrow Gulch, accusando James Hart dell'omicidio del vecchio Hager. Lo sceriffo e il suo vice montano a cavallo per andare ad arrestare l'assassino. Ma, quando lo trovano, James mostra loro il testamento spiegando come sono andate effettivamente le cose. Le tre canaglie vengono arrestate mentre i cercatori si preparano a dare una decente sepoltura al vecchio Hager.

## Produzione
Il film fu prodotto dalla Selig Polyscope Company.

## Distribuzione
Distribuito dalla Selig Polyscope Company, il film - un cortometraggio western in una bobina - uscì nelle sale cinematografiche statunitensi il 4 marzo 1909. Nelle proiezioni, veniva programmato con il sistema dello split reel, accorpato in un'unica bobina con un altro cortometraggio prodotto dalla Selig, Outings Pastimes in Colorado.